# Patrice Thibaud
Pour les articles homonymes, voir Thibaud.
Patrice Thibaud né le 28 mai 1964[réf. nécessaire] à Bordeaux[réf. nécessaire] est un acteur, auteur, metteur en scène, humoriste et mime français.

## Filmographie
- 1993 : Regarde-moi quand je te quitte de Philippe de Broca : Le serveur
- 1997 : 100% Arabica de Mahmoud Zemmouri : Bernard Lemercier
- 2001 : Tanguy, d'Étienne Chatiliez : Henri
- 2006 : Astérix aux Jeux Olympiques, de Thomas Langmann et Frédéric Forestier : Le Pontier
- 2007 : Agathe Cléry, d'Étienne Chatiliez : Fabrice
- 2007 : Mes amis, mes amours, de Lorraine Lévy : Jacques
- 2011 : La Cerise sur le gâteau de Laura Morante : Hubert
- 2014 : Yves Saint Laurent : Christian Dior
- 2015 : Pourquoi j'ai pas mangé mon père de Jamel Debbouze : Vladimir / Sergey
- 2016 : La Vache de Mohamed Hamidi

## Spectacles
- 1983 : Camisole de Farce" Cami Cie Art Scenic
- 1985 : L'enfant de Chichoune Cie du Crabe
- 1984/90 : 8 créations dont 3 jeune public T. JOB
- 1987 : Radio Crochet - comédie musicale Groupe Kakal Band
- 1989 : 1789 d'Ariane Mnouchkine.
- 1991 : Le Désir Attrapé Par La Queue P. Picasso Cie Ouvre Le Chien
- 1992 : Victor Ou Les Enfants Au Pouvoir R. Vitrac - Avignon - Cie G. Tiberghien
- 1993/94 : Le Roi Se Meurt Ionesco - Cie Humbert
- 1994/95 : Duo, Histoire d'Amourire mis en scène par Susy Firth.
- 1995 : Casino Des Familles
- 1995 : Médecins Malgré eux Adaptation de textes de Molière
- 1995/96 : Ahmed se Fâche et Ahmed Philosophe d'Alain Badiou mis en scène par Christian Schiaretti.
- 1996/97 : Les Citrouilles d'Alain Badiou mis en scène par Christian Schiaretti.
- 1997 : Le Cabaret du P'tit matin mis en scène par Michèle Guigon.
- 1997 : Polyeucte de Corneille, mis en scène par Christian Schiaretti.
- 1998 : D'Entre les morts
- 1999 :Les visionnaires De Desmarets de Saint-Sorlin, mis en scène par Christian Schiaretti.
- 2001/2003 : La Cour des grands[1]  mis en scène par Jérôme Deschamps et Macha Makeïeff Théâtre de Chaillot - en tournée
- 2004/2005 : Les Étourdis Théâtre de Chaillot - en tournée
- 2008 : Cocorico Théâtre de Chaillot mis en scène par Susy Firth, Michèle Guigon et Patrice Thibaud.
- 2011 : Jungles Théâtre de Chaillot mis en scène par Susy Firth, Michèle Guigon et Patrice Thibaud.
- 2012 : Don Quichotte du Trocadéro[2] Théâtre de Chaillot -
- 2013 : Fair Play[3],[4] - mis en scène par Patrice Thibaud, Jean-Marc Bihour et Jean-Michel Guérin.
- 2025 : On purge bébé, texte de Georges Feydeau, mise en scène Karelle Prugnaud